# Ligyra tristis
Ligyra tristis är en tvåvingeart som först beskrevs av Frederik Maurits van der Wulp 1868.  Ligyra tristis ingår i släktet Ligyra och familjen svävflugor. Inga underarter finns listade i Catalogue of Life.